# Liste von Jugendorganisationen in Deutschland
Diese Liste umfasst aktive Jugendorganisationen in Deutschland, die bundesweit von Bedeutung sind. Eine abschließende Liste existiert nicht. Für alle im Deutschen Bundesjugendring organisierten Jugendverbände sowie für die Deutsche Sportjugend wurden im Jahr 2025 Kurzprofile veröffentlicht. Aktualisierte Langfassungen werden auf der begleitenden Internetseite bereitgestellt.

## Politische Jugendorganisationen

### Jugendorganisationen der im Bundestag vertretenen Parteien
| Jugendorganisation                                  | Kürzel     | Mutterpartei           | Mitglieder | Landesverbände | Gründungsjahr |
| --------------------------------------------------- | ---------- | ---------------------- | ---------- | -------------- | ------------- |
| Junge Union                                         | JU         | CDU und CSU*           | 91.129     | 18             | 1947          |
| Jungsozialisten                                     | Jusos      | SPD                    | 75.000     | 16             | 1914          |
| Linksjugend ['solid]                                | ['solid]   | Die Linke*             | 74.200     | 16             | 2007          |
| Grüne Jugend                                        | GJ         | Bündnis 90/Die Grünen* | 16.000     | 16             | 1994          |
| Jugend im SSW (Sydslesvigsk Vælgerforenings Ungdom) | SSW Ungdom | SSW                    |            | 1              | 1999          |

*= satzungsgemäß unabhängig

### Jugendorganisationen von sonstigen Parteien
| Jugendorganisation                     | Kürzel | Mutterpartei  | Mitglieder  | Landesverbände | Gründungsjahr      |
| -------------------------------------- | ------ | ------------- | ----------- | -------------- | ------------------ |
| Sozialistische Deutsche Arbeiterjugend | SDAJ   | DKP*          | 670         | 14             | 1968               |
| JÖ – jung.ökologisch                   | JÖ     | ÖDP           | „knapp 500“ | 2              | 1991               |
| HintnerJugend                          | HJ     | Die PARTEI    |             | 4              | 2005               |
| Rebell                                 |        | MLPD          | 150         |                | 1992               |
| Junge Freie Wähler                     | JFW    | FW            |             | 10             |                    |
| Junge Liberale                         | JuLis  | FDP*          | ca. 16.000  | 16             | 1980               |
| Junge Nationalisten                    | JN     | Die Heimat    | 230         | 10             | 1969               |
| Junge Piraten Deutschland              | JuPis  | Piratenpartei |             |                | 2022 (Neugründung) |
| Nationalrevolutionäre Jugend           | NRJ    | III. Weg      |             | 6              |                    |
|                                        |        |               |             |                |                    |

Die Parteijugenden sind z. T. im Ring politischer Jugend organisiert
*= satzungsgemäß unabhängig

### Historische Jugendorganisationen von im Bundestag vertretenen Parteien
| Jugendorganisation    | Kürzel | Mutterpartei | Gründungsjahr | Trennung von Mutterpartei | Auflösung/Verbot |
| --------------------- | ------ | ------------ | ------------- | ------------------------- | ---------------- |
| Jungdemokraten        | DJD    | FDP*         | 1919          | 1982                      | 2018 als JD/JL   |
| Freie Deutsche Jugend | FDJ    | KPD*         | 1936          | -                         | 1954             |

*= satzungsgemäß unabhängig

### Studierendenverbände
| Jugendorganisation                                          | Kürzel        | Mutterverband               | Mitglieder | Hochschulgruppen | Gründungsjahr |
| ----------------------------------------------------------- | ------------- | --------------------------- | ---------- | ---------------- | ------------- |
| Ring Christlich-Demokratischer Studenten                    | RCDS          | CDU und CSU                 | 8.000      | 87               | 1951          |
| Junge-Union-Hochschulgruppen                                | JU-HSG        | CDU und CSU                 |            | 3                |               |
| Juso-Hochschulgruppen                                       | Juso-HSG      | SPD                         |            | 80               | 1973          |
| Bundesverband Liberaler Hochschulgruppen                    | LHG           | FDP                         |            | 64               | 1987          |
| Campusgrün                                                  |               | Bündnis 90/Die Grünen       |            | 55               | 1999          |
| Die Linke. Sozialistisch-Demokratischer Studierendenverband | Die Linke.SDS | Die Linke                   |            | 62               | 2007          |
| Piraten-Hochschulgruppen                                    |               | PIRATEN                     |            | 40               | 2009          |
| Campus Alternative. AfD/JA-Hochschulgruppen                 | AfD-HSG       | Alternative für Deutschland |            |                  | 2013          |
| ver.di-Hochschulgruppen                                     | ver.di-HSG    | ver.di                      |            |                  |               |
| Bundes-Ausschuss der Studentinnen und Studenten in der GEW  | BASS          | GEW                         |            |                  |               |
| AEGEE – Europäisches Studierendenforum                      |               |                             |            |                  | 1985          |
| AIESEC – Internationale Studierendenorganisation            |               |                             |            |                  | 1946          |

### Ehemalige Studierendenverbände
| Jugendorganisation                                                          | Kürzel   | Mutterverband  | Hochschulgruppen | Gründungsjahr | Auflösung |
| --------------------------------------------------------------------------- | -------- | -------------- | ---------------- | ------------- | --------- |
| Sozialistischer Deutscher Studentenbund                                     | SDS      | SPD (bis 1960) |                  | 1946          | 1970      |
| Liberaler Studentenbund Deutschlands                                        | LSD      | FDP            |                  | 1950          | 1971      |
| Liberaler Hochschulverband (ab 1982: Radikaldemokratische Studentengruppen) | LHV, RSG | FDP (bis 1982) |                  | 1972          | 1990      |
| Sozialdemokratischer Hochschulbund (ab 1972: Sozialistischer Hochschulbund) | SHB      | SPD (bis 1971) |                  | 1960          | 1992      |
| Marxistischer Studentenbund Spartakus                                       | MSB      | DKP            |                  | 1971          | 1990      |
| Bündnis linker und radikaldemokratischer Hochschulgruppen                   | LiRa     |                |                  | 1998          | 2006/2007 |

### Schülerverbände
- Bundesschülerkonferenz – Schülervertretungsgremium auf Bundesebene
- Landesschülervertretung Hessen (LSV Hessen) – Schülervertretung im Bundesland Hessen
- Juso-Schüler*innen- und -Auszubildenden-Gruppe (JSAG) – innerhalb der Jusos, der Jugendorganisation der SPD
- Schüler Union (SU) – eine CDU- und CSU-nahe Schülerorganisation in Deutschland
- Liberale Schüler – Schülerorganisation der Jungen Liberalen
- LandesschülerInnenvereinigung Bayern e. V. (LSV Bayern) – unabhängiger, bayernweiter Verein von Schülern, der sich im Bereich Schülervertretung engagiert
- Sozialistische SchülerInnengewerkschaft Deutschland (SSGD) – linksgerichte, überparteiliche Organisation

### Gewerkschaftliche Jugendorganisationen
- DGB-Jugend – Die Gewerkschaftsjugend ist sowohl Teil des DGB als auch ein eigenständiger Jugendverband. Mitgliedsorganisationen der DGB-Jugend sind die folgenden Jugendorganisationen der momentan acht DGB-Mitgliedsgewerkschaften:

– EVG-Jugend – Jugendorganisation der Eisenbahn- und Verkehrsgewerkschaft
– IG BCE Jugend – Jugendorganisation der Industriegewerkschaft Bergbau, Chemie, Energie
– IG Metall Jugend – Jugendorganisation der Industriegewerkschaft Metall
– Junge BAU – Jugendorganisation der Industriegewerkschaft Bauen-Agrar-Umwelt
– Junge GEW – Jugendorganisation der Gewerkschaft Erziehung und Wissenschaft
– Junge Gruppe (GdP) – Jugendorganisation der Gewerkschaft der Polizei
– Junge NGG – Jugendorganisation der Gewerkschaft Nahrung-Genuss-Gaststätten
– ver.di Jugend – Jugendorganisation der Vereinten Dienstleistungsgewerkschaft
- DBB Jugend – Die Gewerkschaftsjugend des deutschen beamtenbundes und tarifunion, sie ist ein freier Träger der Jugendhilfe.
- GdS-Jugend – Jugendorganisation der Gewerkschaft der Sozialversicherung

### Jugendparteien
- future! (ehemals future! – Die junge Alternative)
- Junges Duisburg
- PETO – Die junge Alternative
- Junge Liste Landshut
- Junges Freiburg

### Weitere politische Jugendorganisationen
- Sozialistische Jugend Deutschlands – Die Falken[16]
- Bundesjugendring und Landesjugendringe
- Deutsches Nationalkomitee für internationale Jugendarbeit – Arbeitsgemeinschaft der Deutschen Sportjugend, des DBJR und des RpJ
- Junges Forum DIG – Forum junger Mitglieder der Deutsch-Israelischen Gesellschaft
- Junge Europäische Föderalisten – Jugendverband der Europa-Union
- Naturfreundejugend Deutschlands – linker, ökologischer Jugendverband
- Solidaritätsjugend Deutschlands – eigenständige Jugendorganisation des RKB Solidarität, hervorgegangen aus dem Arbeiterradsport
- Revolution – unabhängige kommunistische Jugendorganisation der Liga für eine Fünfte Internationale nahestehend.

## Umwelt- und Naturschutz-Jugendverbände
- BUNDjugend
- BUNDjugend Bayern
- Deutsche Waldjugend
- Deutscher Jugendbund für Naturbeobachtung
- Greenpeace-Jugend mit Greenteams
- JANUN
- Naturfreundejugend Deutschlands
- Jugend des Deutschen Alpenvereins
- Naturschutzjugend
- Sielmanns Natur-Ranger
- Deutsche Wanderjugend

## Jugendorganisationen der Hilfswerke
- Arbeiter-Samariter-Jugend
- DLRG-Jugend
- Johanniter-Jugend
- Jugendfeuerwehr
- Deutsches Jugendrotkreuz
- Jugendwerk der AWO
- Malteser-Jugend
- THW-Jugend
- Wasserwacht-Jugend

## Sportjugendverbände
- Deutsche Sportjugend
- Deutsche Jugendkraft
- Jugend im Schwarzwaldverein

## Jugendreiseverbände und Jugendaustauschverbände
- AEGEE (europäisches Studierendenforum)
- AFS Interkulturelle Begegnungen
- AIESEC (internationale Studentenorganisation)
- Arbeitskreis gemeinnütziger Jugendaustauschorganisationen
- Deutsch-Französisches Jugendwerk
- Deutsch-Griechisches Jugendwerk
- Deutsch-Polnisches Jugendwerk
- Deutscher Akademischer Austauschdienst
- Deutsches Jugendherbergswerk
- Europäischer Freiwilligendienst
- Koordinierungszentrum Deutsch-Tschechischer Jugendaustausch Tandem
- Kulturweit
- Internationale Jugendgemeinschaftsdienste
- Stiftung Deutsch-Russischer Jugendaustausch
- Weltwärts

## Pfadfinderverbände

### Interkonfessionelle Verbände
- Bund der Pfadfinder*innen (BdP)
- Bund Deutscher Pfadfinder innen (BDP)
- Deutscher Pfadfinderbund (DPB)
- Deutscher Pfadfinder*innenverband (DPV)
- Pfadfinderbund Weltenbummler (PbW)
- Dansk Spejderkorps Sydslesvig (DSS)

### Konfessionelle Verbände
- Baptistische Pfadfinderschaft (BPS)
- Bund Moslemischer Pfadfinder und Pfadfinderinnen Deutschlands (BMPPD)
- Christliche Pfadfinderinnen und Pfadfinder der Adventjugend (CPA)
- Christliche Pfadfinderschaft Deutschlands (CPD)
- Christliche Pfadfinderschaft Royal Rangers (RR)
- Deutsche Pfadfinder*innenschaft Sankt Georg (DPSG)
- Heliand-Pfadfinderschaft (HP)
- Katholische Pfadfinderschaft Europas (KPE)
- Pfadfinderinnenschaft St. Georg (PSG)
- Verband Christlicher Pfadfinder*innen (VCP)

## Religiöse Jugendorganisationen

### Christliche Jugendorganisationen
- Adventjugend
- Arbeitsgemeinschaft der Evangelischen Jugend (aej)
- Bund der Deutschen Katholischen Jugend (BdKJ)
- Christliche Arbeiterjugend (CAJ)
- Christliches Jugenddorfwerk Deutschlands (CJD)
- Christlicher Verein Junger Menschen (CVJM)
- Entschieden für Christus (EC)
- Evangelische Studierendengemeinde (ESG)
- Evangelisches Jugendwerk (EJW)
  - Evangelisches Jugendwerk Hessen
  - Evangelisches Jugendwerk in Württemberg
- Gemeindejugendwerk im Bund Evangelisch-Freikirchlicher Gemeinden (GJW)
- Jugend 2000
- Jugendverbände der Gemeinschaft Christlichen Lebens (J-GCL)
- Junge Gemeinde (JG)
- Katholische Junge Gemeinde (KJG)
- Katholische Landjugendbewegung (KLJB)
- Katholische Studierende Jugend (KSJ)
- Kolpingjugend
- Orthodoxer Jugendbund Deutschland
- Schönstattbewegung Mädchen / Junge Frauen
- Schönstatt-Mannesjugend
- Studenten für Christus

### Andere religiöse Jugendorganisationen
- Bund der Muslimischen Jugend (BDMJ)
- Muslimisches Jugendwerk (MJW)
- Bund der Alevitischen Jugendlichen in Deutschland (BDAJ)
- Jüdische Studierendenunion Deutschland (JSUD)
- Verband jüdischer Studenten in Bayern (VJSB)
- Muslimische Jugend in Deutschland (MJD)
- Khuddam ul-Ahmadiyya (MKAD)
- Ezidische Jugend Deutschland (EJD)

## Jugendorganisationen aus der Wirtschaft
- Junioren des Handwerks (JDH)
- Wirtschaftsjunioren Deutschland (WJD)

## Jugendorganisationen des kulturellen Bereiches
- Deutsche Bläserjugend (dbj) – Jugendorganisation der Bundesvereinigung Deutscher Musikverbände (BDMV)
- Deutsche Chorjugend (DCJ) – Jugendorganisation des Deutschen Chorverbandes (DCV)
- Bund Deutscher Karneval – Jugend (BDK-Jugend) – Jugendorganisation des Bund Deutscher Karneval (BDK)
- djo – Deutsche Jugend in Europa – internationale, kulturelle und politische Jugendorganisation
- Bund der St. Sebastianus Schützenjugend (BdSJ) – Jugendorganisation des Bundes der historischen deutschen Schützenbruderschaften (BHDS)

## Migrantenjugendselbstorganisationen (MJSO) / Verbände junger Menschen mit Migrationshintergrund (VJM)
- Amaro Drom e. V. – Jugendorganisation von jungen Roma und Sinti in Deutschland
- Assyrischer Jugendverband Mitteleuropa e. V. (AJM)
- Deutsche Jugend aus Russland – Bundesjugendorganisation der deutschen Jugend aus Russland
- DIDF Jugend
- Verband der russischsprachigen Jugend in Deutschland JunOst e. V. (JunOst)
- Young Voice TGD – Jugendverband der Türkischen Gemeinde in Deutschland

## Sonstige Jugendorganisationen
- Amnesty Jugend – Jugendorganisation der deutschen Sektion von Amnesty International
- Bundesverband junger Autoren und Autorinnen e. V.
- fkk-jugend – Jugendorganisation des DFK
- Leo-Clubs – Jugendorganisation des Lions-Clubs
- Rotaract – Jugendorganisation von Rotary International
- Interact – Jugendorganisation von Rotary International
- Jugendnetzwerk Lambda – schwul-lesbischer Jugendverband
- Dänische Jugendorganisationen in Südschleswig – Dachverband der Jugend- und Sportvereine der dänischen Minderheit in Südschleswig
- Deutsche Esperanto-Jugend – Jugendorganisation des Deutschen Esperanto-Bundes
- Bund der Deutschen Landjugend – Jugendverband für junge Menschen in ländlichen Räumen
- Jugendpresse Deutschland – Jugendmedien-Organisation
- Junge Presse Nordrhein-Westfalen – Verband junger Medienmacher
- Deutsche Schreberjugend – Deutsche Schreberjugend
- SoVD-Jugend – Jugendverband des Sozialverband Deutschland
- Ring junger Bünde – Zusammenschluss von Bünden in der Tradition der Jugendbewegung
- Nerother Wandervogel – Bund zur Errichtung der Rheinischen Jugendburg – Wandervogelgemeinschaft
- SMJG – die BDSM-Jugend
- Schüler Helfen Leben – Hilfsorganisation für Jugendliche auf dem Balkan
- Youth Bank – Hilfsorganisation zur Förderung gemeinnütziger Jugendprojekte
- MoveForwardProject – Wohltätigkeitsprojekt zur Verbesserung der afrikanischen Bildungslandschaft
- Deutsche Gehörlosen Jugend (DGJ) – Jugendverband für junge taube und schwerhörige Menschen
- SdJ – Jugend für Mitteleuropa